# Fronteira Eslováquia–Polónia
A fronteira entre a Eslováquia e a Polônia é a linha de 444 km de extensão, orientada predominantemente no sentido oeste-leste, que separa o sudeste da Polônia do território da Eslováquia. Se estende entre a tríplice fronteira Polônia-Eslováquia-República Tcheca, passa pelos montes Cárpatos e termina em outro ponto tríplice, o dos dois países com a Ucrânia.
Separa as províncias polonesas de Voivodia da Subcarpácia, Voivodia da Pequena Polónia, Voivodia da Silésia das regiões eslovacas de Žilina, Prešov. Nas proximidades estão os picos Rysy (o mais alto da Polónia, onde passa a fronteira) e o monte Gerlachovsky (o mais alto da Eslováquia).
Até 1993, antes da dissolução da Tchecoslováquia, a fronteira era desse país com a Polônia e tinha o dobro do comprimento. Essa região foi bastante conturbada e sofreu muitas variações em suas fronteiras desde o final do século XVIII até o final da Segunda Guerra Mundial (1945), com a definição das fronteiras polonesas.

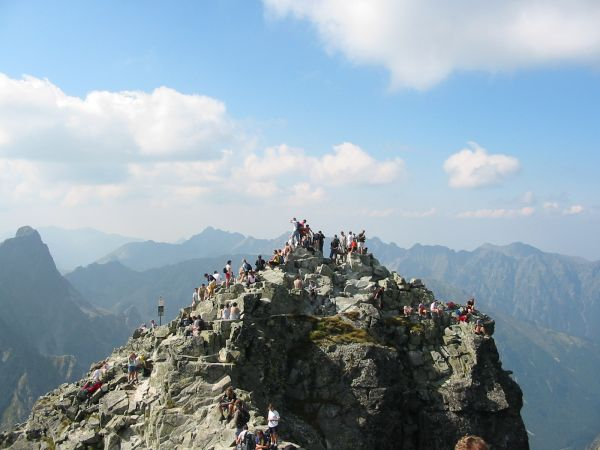
O monte Rysy é o ponto mais alto da fronteira entre Polónia e Eslováquia